# ’Nduja
’Nduja [ˈndu.ja] – rodzaj bardzo pikantnej włoskiej kiełbasy o miękkiej konsystencji, dzięki czemu odpowiedniej też do smarowania na pieczywie.
Ten rodzaj wędliny produkowano pierwotnie w południowej Kalabrii, w mieście Spilinga i w jego okolicach, a obecnie w całej Kalabrii.
Nazwa pochodzi od francuskiego rodzaju kiełbasy wieprzowej o nazwie andouille.
Produkowana jest z drobno mielonych tłustych części wieprzowiny z dodatkiem ostrej papryki (peperoncino), soli i przypraw. Formowana w naturalnym flaku z jelita grubego w typowe cylindryczne porcje kiełbasy i wędzona. Proporcje mięsa do przyprawy peperoncino mogą być zróżnicowane – zwykle wynoszą 2:1, ale niekiedy osiągają 3:1. W tradycji wyrobu istotną rolę odgrywa naturalny tucz świń na mięso przeznaczone do tej kiełbasy, a papryka powinna pochodzić z regionu Poro w Kalabrii i obejmować dwie jej odmiany – ostrą i słodką. Do wędzenia produktu używa się zwykle drewna oliwkowego i akacjowego. Proces dojrzewania kiełbasy trwa od 90 do 150 dni.
Oprócz smarowidła na pieczywie (np. tostowym) wędlina ta może być używana jako baza do sosów i jako dodatek do pizzy.